# 臺南市西港區港東國民小學
臺南市西港區港東國民小學，是一所位於中華民國臺南市西港區的市立國民小學。

## 學區
港東國小學區全境皆位於西港區內，包含西港里第4鄰至第22鄰、港東里。

## 外部連結
- 臺南市西港區港東國民小學